# Myrmotherula multostriata
Myrmotherula multostriata là một loài chim trong họ Thamnophilidae.
Loài chim này được tìm thấy ở Nam Mỹ, nơi môi trường sống tự nhiên của loài này là rừng ẩm vùng đất thấp nhiệt đới hoặc cận nhiệt đới và đầm lầy nhiệt đới hoặc cận nhiệt đới.